# 玄風郡
玄風郡（ヒョンプンぐん、현풍군）は、大韓民国大邱広域市達城郡の西南部にあった旧行政区画である。現在の玄風邑・瑜伽邑・求智面・論工邑にあたる。
1914年4月1日に郡が廃止され、大邱府の郊外地域と合わせて達城郡となった。

## 歴史
- 新羅時代 - 推良火県または三良火県と呼ばれ、景徳王の時には玄驍と改称され火王郡に属した。
- 高麗時代 - 苞山県（苞山は琵瑟山の別名）と呼ばれ、1018年（顕宗9年）には密城郡に属し、1390年（恭譲王2年）には仇知山部曲を併合した。
- 1419年（世宗元年） - 玄風県に改称され現在の玄風面に属する県内面・西部面・馬山面・牟老村面、現在の論工邑に属する論工面・乞山面、現在の瑜伽邑に属する瑜伽面・東部面・雲満面・末亦村面、現在の求智面に属する求智面・沙洞面・烏舌面・山田面、現在の高霊郡開津面に属する津村面、牛谷面に属する沓谷面・旺旨面の17面を管轄して県監を置いた。
- 1895年6月23日（旧暦閏5月1日）- 玄風県が郡に昇格し大邱府に属した[2]。
- 1896年8月4日 - 慶尚北道玄風郡に改編した[3]。
- 1906年 - 玄風郡津村面を高霊郡開津面に、沓谷面・旺旨面を高霊郡牛谷面に編入し、現在の論工邑一部である星州牧蘆長面を編入した。
- 1911年10月2日 - 西部面を県内面に合併するなど面・洞を合併した[4][5]。

| 慶尚北道令第8号 |              |
| 旧行政区画      | 新行政区画   |
| 西部面          | 県内面の一部 |
| 牟老面          | 馬山面の一部 |
| 東部面          | 瑜伽面の一部 |
| 乞山面          | 論工面の一部 |
| 沙洞面          | 求智面の一部 |
| 烏舌面、山田面  | 烏山面       |
- 1914年4月1日 - 大邱府の郊外部と玄風郡を合併して達城郡となった。玄風郡は達城郡の4面に再編された[6][7]。

| 慶尚北道令第2号              |              |
| 旧行政区画                   | 新行政区画   |
| 玄風郡県内面、馬山面         | 達城郡玄風面 |
| 玄風郡瑜伽面、雲満面、末亦面 | 達城郡瑜伽邑 |
| 玄風郡求智面、烏山面         | 達城郡求智面 |
| 玄風郡論工面、蘆長面         | 達城郡論工面 |

## 地名の変遷

### 求智
新羅時代の仇知山部曲が高麗の時に玄風県に合併され、朝鮮時代の時に求智に改称された。

### 玄風
玄風の元々の漢字表記は「玄豊」だった。玄風が密城郡の属令だった時、胥吏たちが侮辱に目が遠く民をだまして窃盗に陥って伝答が荒れ、民心が歩き回れなくなったという事実を観察使が朝廷に知らせる事で「玄豊」を「玄風」に改称するようにした。管理の強化が及ぶところどことに風のように道義心が広がって善化されるという意味で風に改称したものだという。

## 変遷項目
| 以前の行政区画 | 存続時            | の状況            | 次の行政区画      |
| -------------- | ----------------- | ----------------- | ----------------- |
| 八道制 慶尚道  | 二十三府制 大邱府 | 十三道制 慶尚北道 | 十三道制 慶尚北道 |
| 玄風県         | 玄風郡            | 玄風郡            | 達城郡            |
| 大邱都護府     | 大邱郡 → 大邱府   | 大邱郡 → 大邱府   |                   |
|                |                   |                   | 大邱府            |